# Геловани, Виктор Георгиевич
Ви́ктор Гео́ргиевич Гелова́ни (1878—1921) — князь, родился с. Спатагори Кутаисской губернии Российской империи, ныне в составе Грузии — один из известнейших инженеров-механиков своего времени в Закавказье.

## Биография
Как и большинство представителей династии Геловани, родился в маленьком красивом горном селении Спатагори, Лечхумской областии Грузии. Получив домашнее начальное образование, он затем поступил в Харьковский технологический институт Императора Александра III, который с отличием закончил в 1910 году. В копии диплома сказано:
«Харьковский Технологический Институт ИМПЕРАТОРА Александра III сим объявляет, что Виктор Георгиевич ГЕЛОВАНИ, князь, 32 лет от роду, православного вероисповедания, по окончании в 1910 году, С ОТЛИЧИЕМ полного курса наук по механическому отделению, подвергся испытаниям Экзаминационной Комиссии и оною 10 апреля 1910 года удостоен звания ИНЖЕНЕРА-ТЕХНОЛОГА, а потому при поступлении на государственную службу на штатную должность техника имеет право на утверждение в чине Х класса и вообще пользуется всеми правами и преимуществами ИНЖЕНЕРА-ТЕХНОЛОГА соединяемыми. В удостоверение чего и дан сей диплом за надлежащей подписью с приложением Институтской печати. Харьков, Мая 13 дня 1910 г. Директор Харьковского Технологического Института ИМПЕРАТОРА АЛЕКСАНДРА III. П. Мухачев.»
Закончив институт, начинает работать инженером на строительстве различных крупных объектов в Грузии. Проектирование мостов, железнодорожных и других сложных инженерных сооружений в Закавказье вскоре принесло ему широкую известность. Английские промышленники, которые в то время активно действовали в Азербайджане, пригласили Виктора Георгиевича на строительство нефтяных сооружений и железных дорог в Баку. Здесь он участвовал в осуществлении нескольких крупных проектов, в том числе, строительстве железной дороги Баку-Баладжара.
В феврале 1921 года, узнав, что советские войска перешли южную границу Грузии возвращается на родину, где при неизвестных обстоятельствах, по-видимому, расстрелян большевиками.

## Семья
- Отец — Князь Геловани, Георгий Алмасханович
- Мать — Княжна Кипиани, Екатерина Николаевна
- Супруга — Княгиня Анна Серапионовна Шенгелия. В этом браке родились:
- Князь Геловани, Арчил Викторович — советский военачальник, маршал инженерных войск.
- Князь Геловани, Георгий Викторович — умер младенцем.